# Feuillée (cràter)
Feuillée és un petit cràter d'impacte de la Lluna situat a la part oriental de la Mare Imbrium. Es troba a menys mig diàmetre del cràter Beer, situat a nord-oest. Aquests dos elements formen una parella de cràters molt similars. A l'oest es troba el petit però important cràter Timocharis.

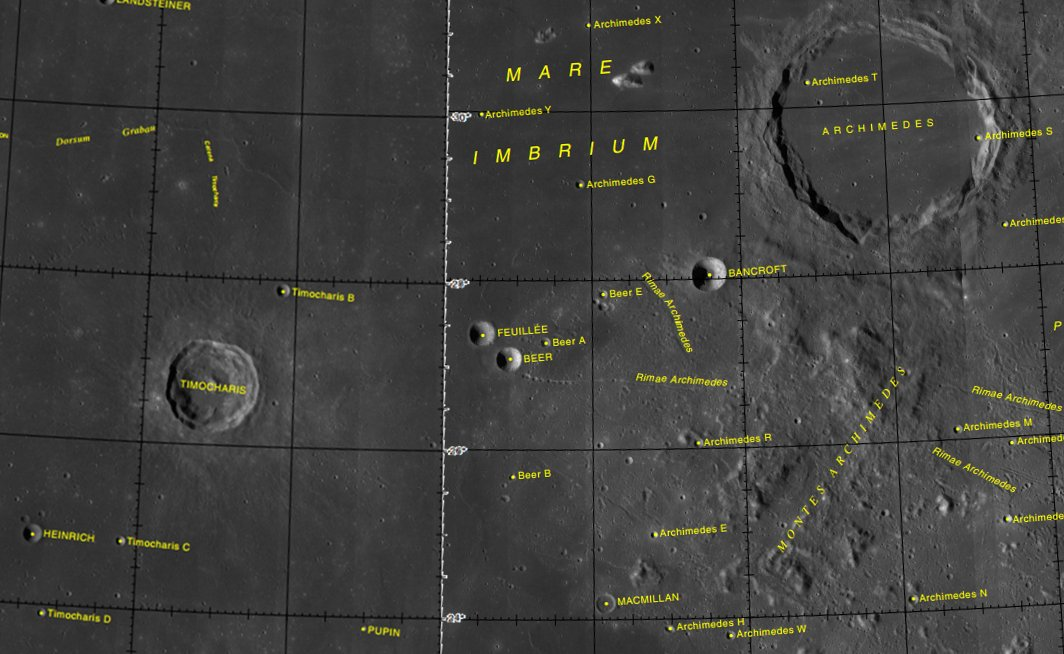
Localització de Feuillée (centre de la imatge)
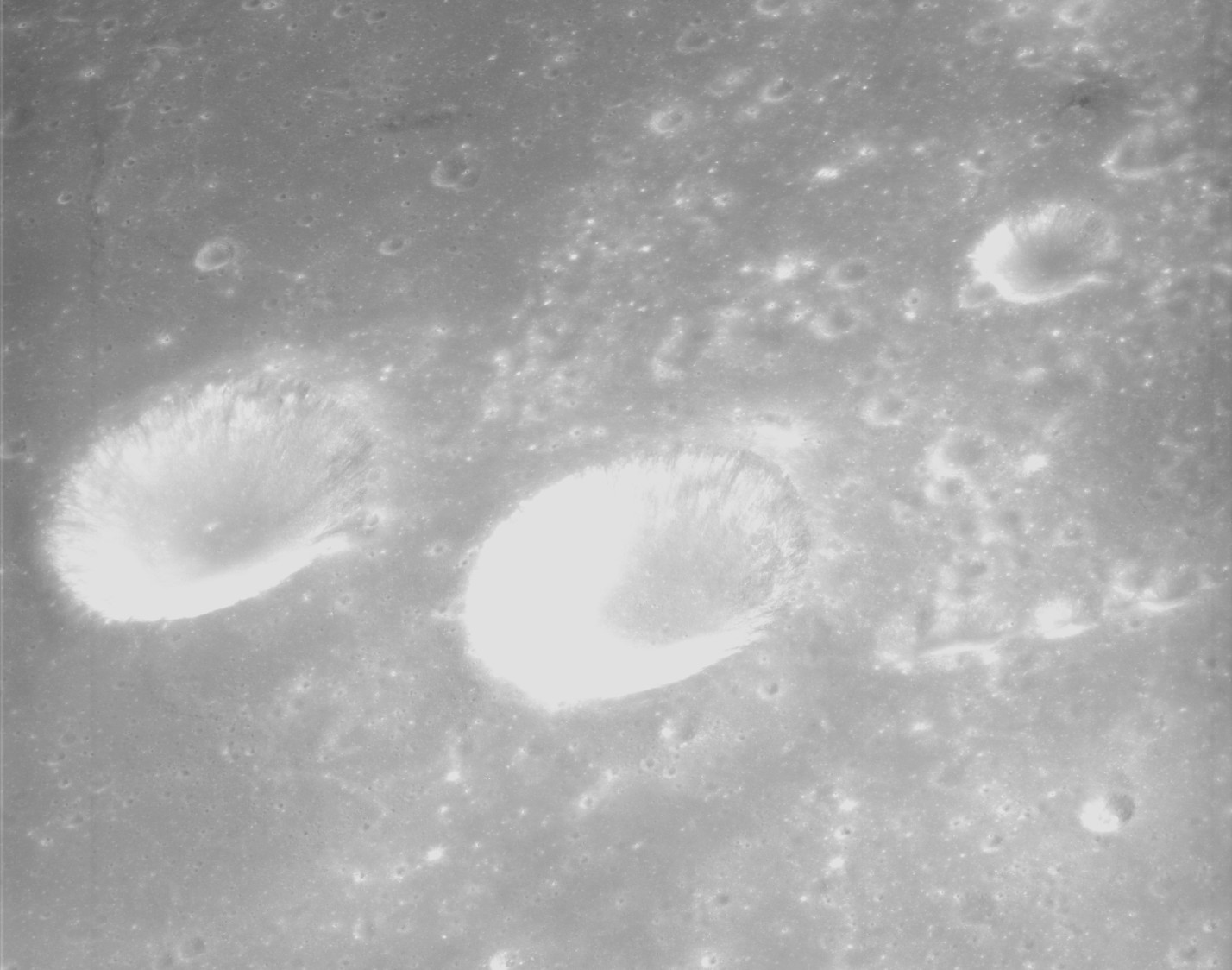
Fotografia de la missió Apollo 15

Igual que Beer, Feuillée és una formació circular en forma de bol, amb una petita plataforma central situada al punt mig de les parets internes inclinades. És un cràter de perfil esmolat, poc erosionat i que no té trets distintius. No obstant això, presenta la particularitat d'estar situat en un dorsum que travessa la superfície d'una mar lunar, una característica que s'observa millor en condicions d'il·luminació obliqua, quan el cràter es troba prop del terminador.
El nom del cràter apareix escrit incorrectament Feuillet en algunes taules lunars.